# Grotestraat (Almelo)
De Grotestraat is de belangrijkste winkelstraat in het centrum in Almelo.
De Grotestraat begint bij de Oranjestraat, dit werd vroeger ook wel Grotestraat Noord genoemd. Het middenstuk vormt de verbinding tussen de Koornmarkt en het Prinses Catharina-Amaliaplein. Het zuidelijke deel loopt tot aan de splitsing Bornsestraat/Bornerbroeksestraat, de Oude Veemarkt.

## Geschiedenis

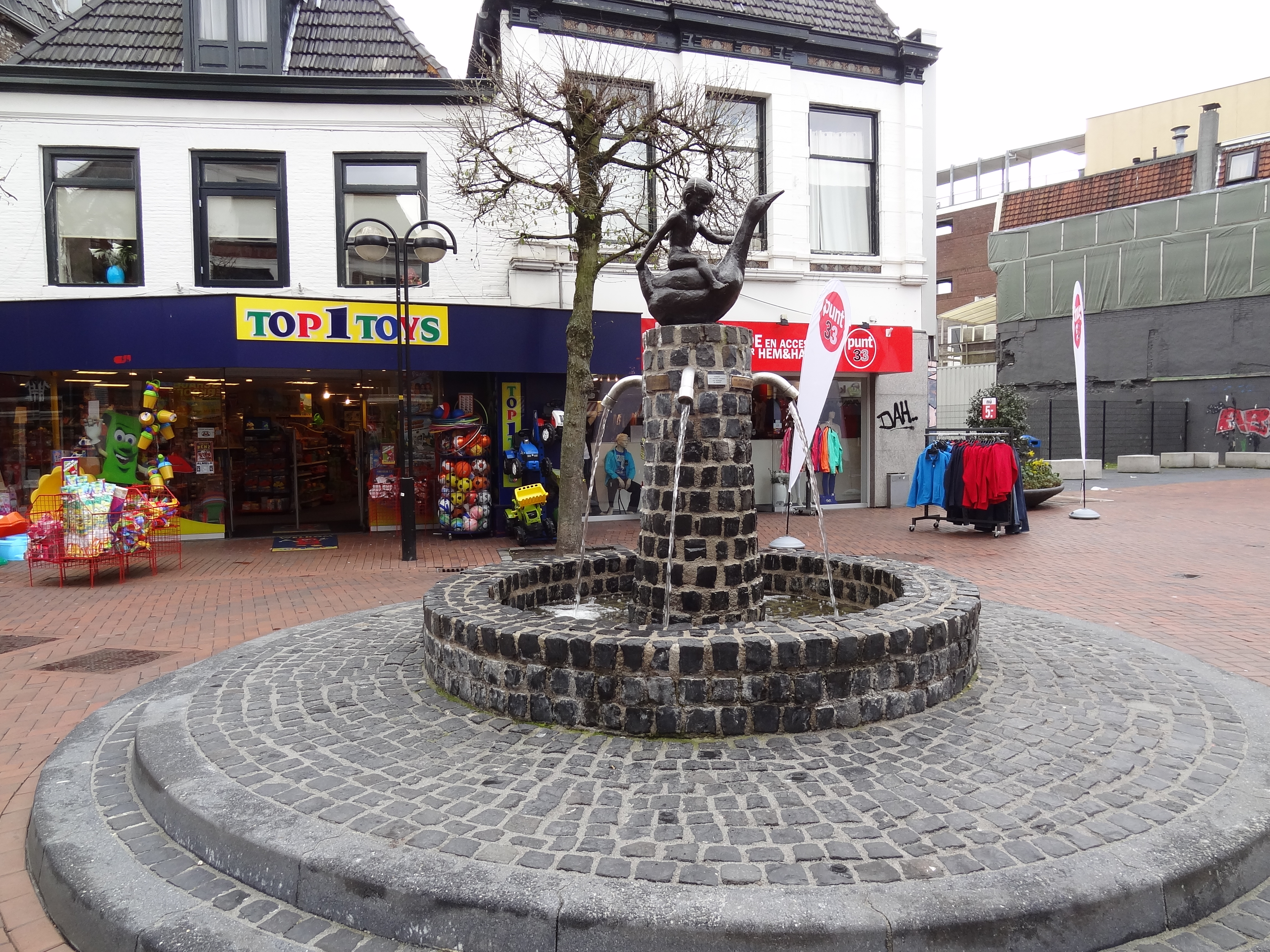
Fontijn met het beeld `Jongen met gans`, die in 2024 verwijderd is

Deze straat bestond al in het Almelo van voor 1900 en heette toen Grootestraat. Rondom deze straat heeft de stad Almelo zich ontwikkeld. Vroeger was deze straat gesplitst in Grootestraat oude eind (noord) en Grootestraat nieuwe eind (zuid). Tot de aanleg van de Van Rechteren Limpurgsingel in de jaren vijftig was de Grotestraat de doorgaande straat in Almelo. Nu is het voetgangersgebied en grotendeels afgesloten voor gemotoriseerd verkeer.
De straat werd in 2024 grondig heringericht, een project waarvoor ruim 2 miljoen euro was uitgetrokken. De fontein op de hoek met de Kerkstraat met het beeld ‘Jongen met gans’ van Willy Albers Pistorius is afgebroken omdat het niet toekomstbestendig was. Het beeld is op een sokkel geplaatst aan de Grotestraat Noord, nabij het nieuwe pleintje met een "waterspel". Daarnaast werd de riolering vernieuwd en werd er een aparte leiding voor hemelwater aangelegd.

## Monumenten
Aan de straat bevinden zich meerdere rijksmonumenten en gemeentelijke monumenten.
Hieronder enkele rijksmonumenten:

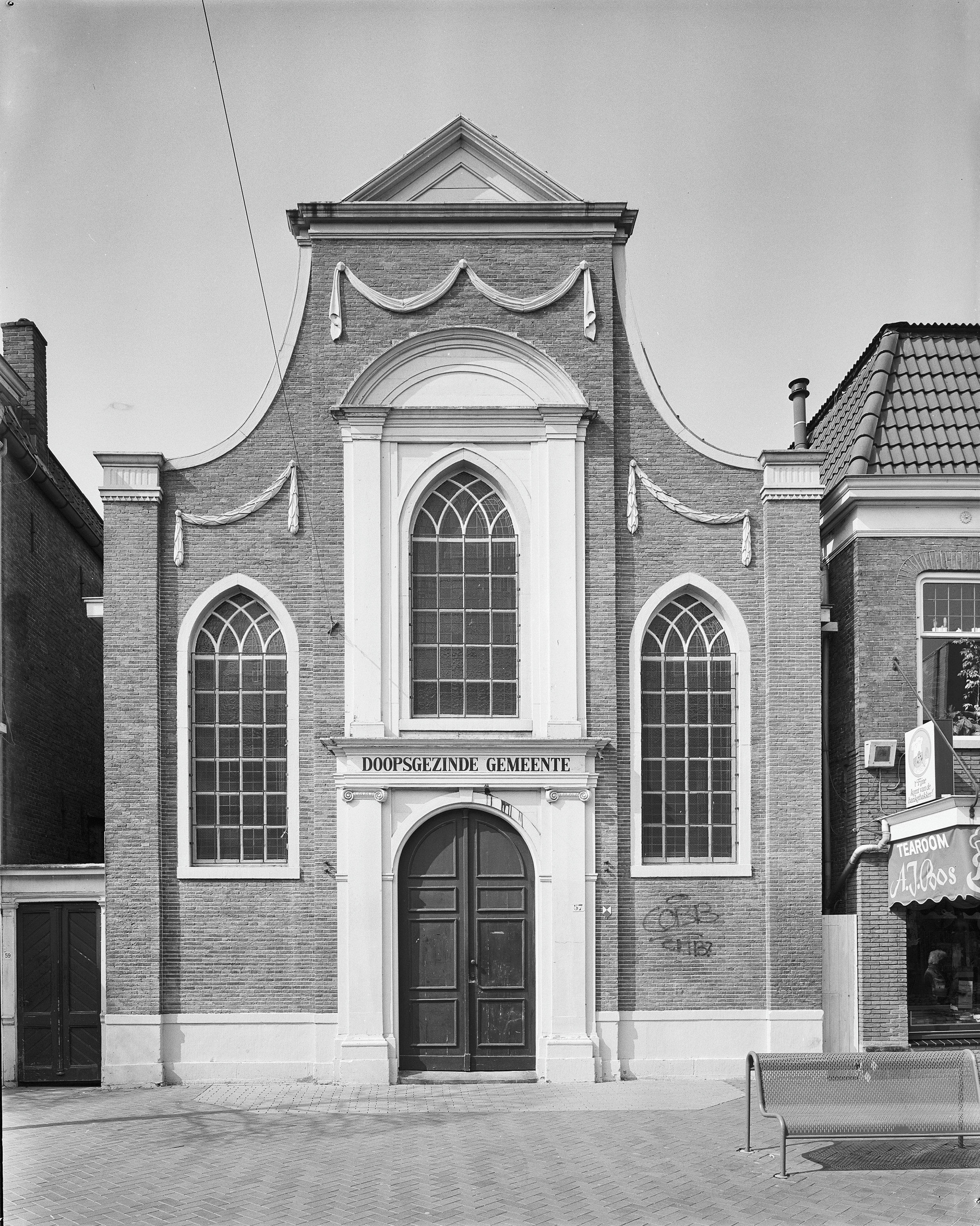
Doopsgezinde kerk, Grotestraat 57
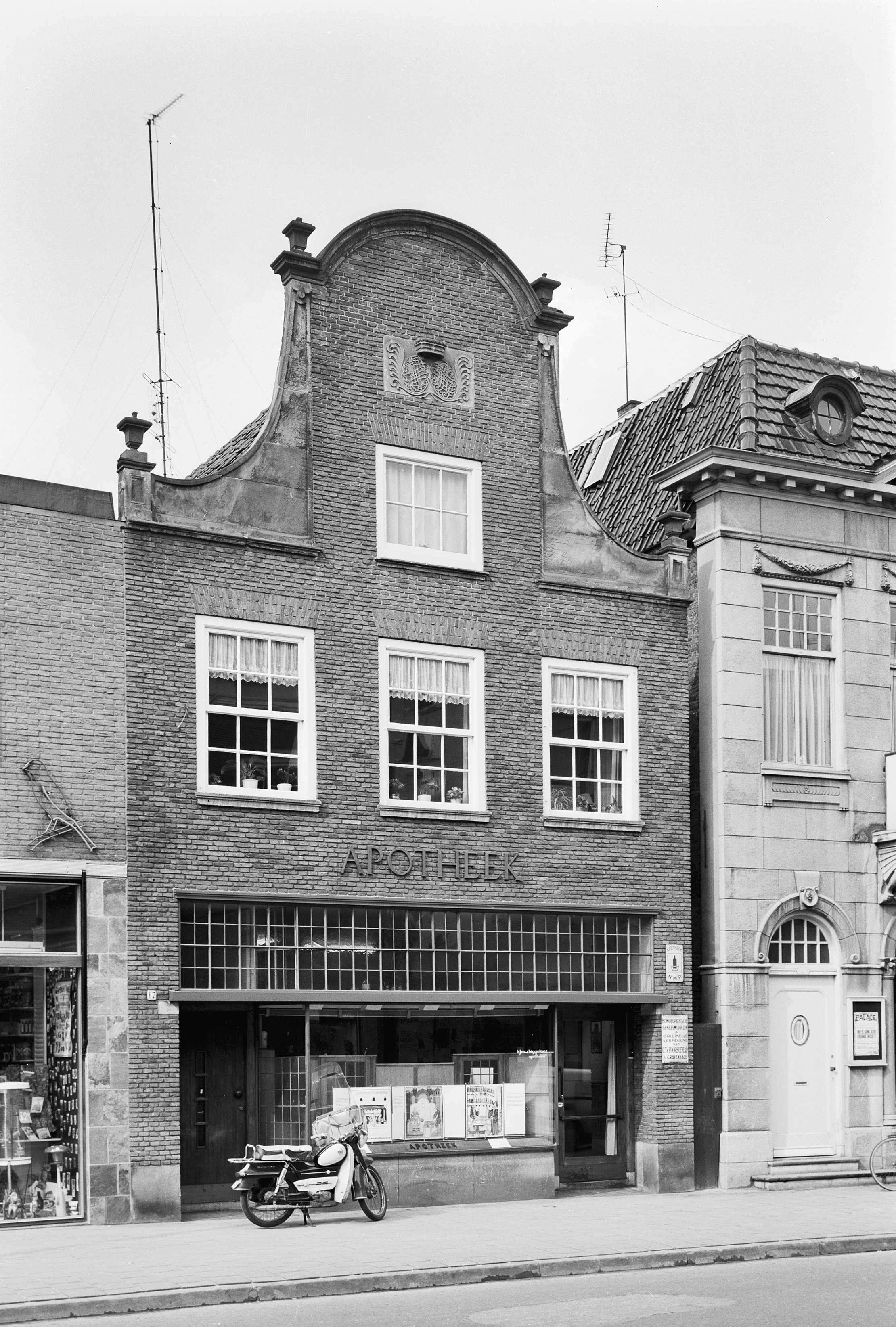
Grotestraat 67
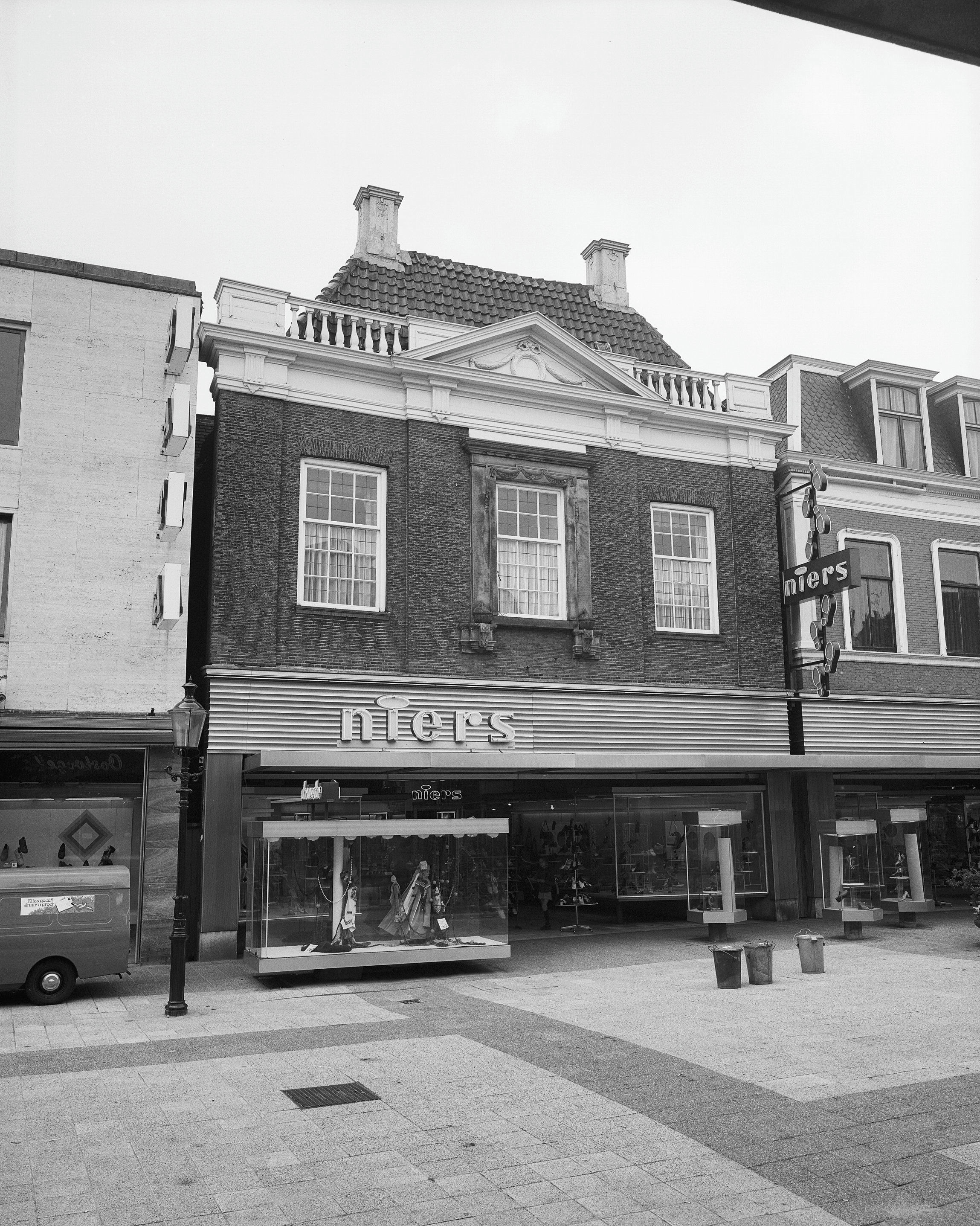
Grotestraat 62
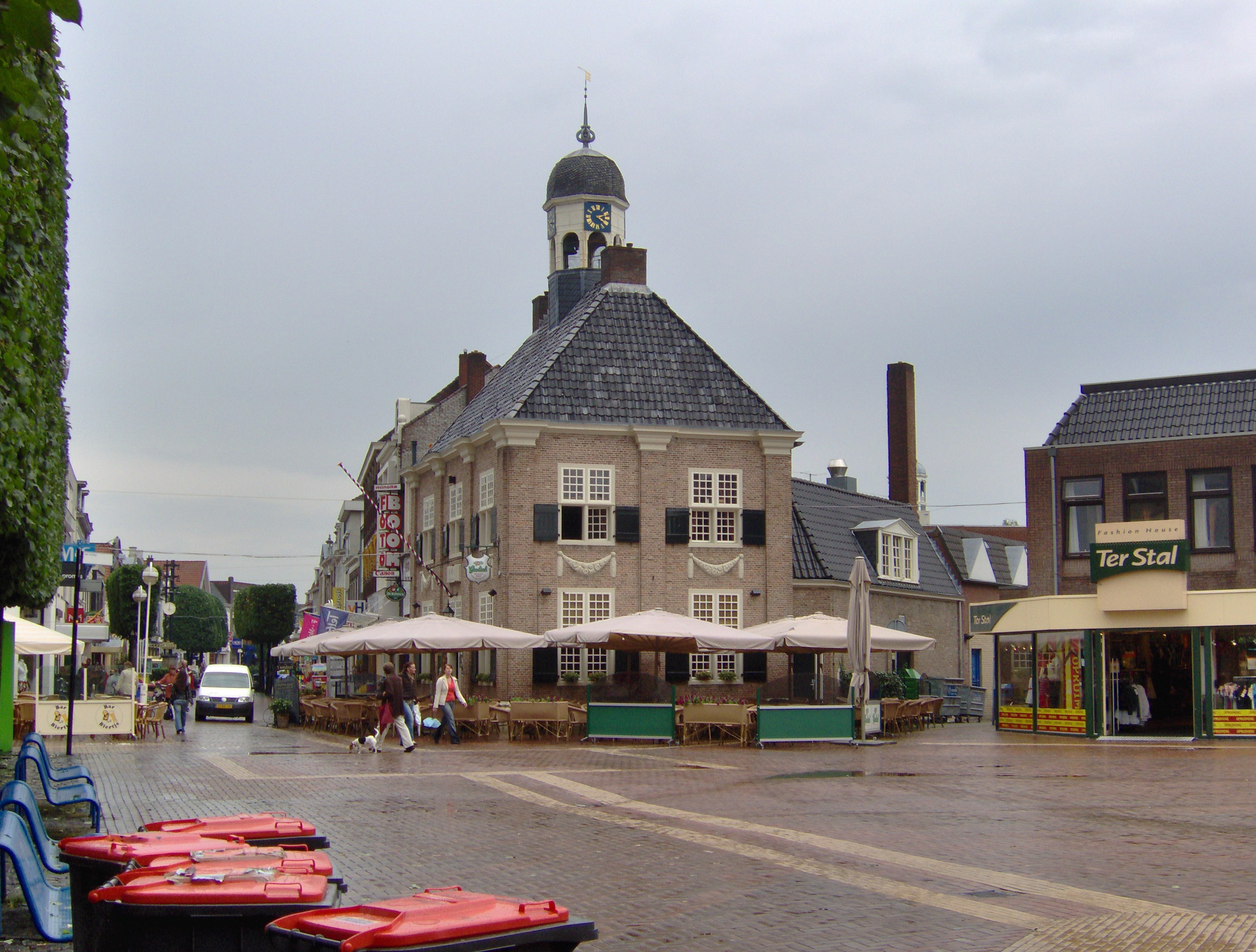
Oude Raadhuis (verkeershuis), Grotestraat 80
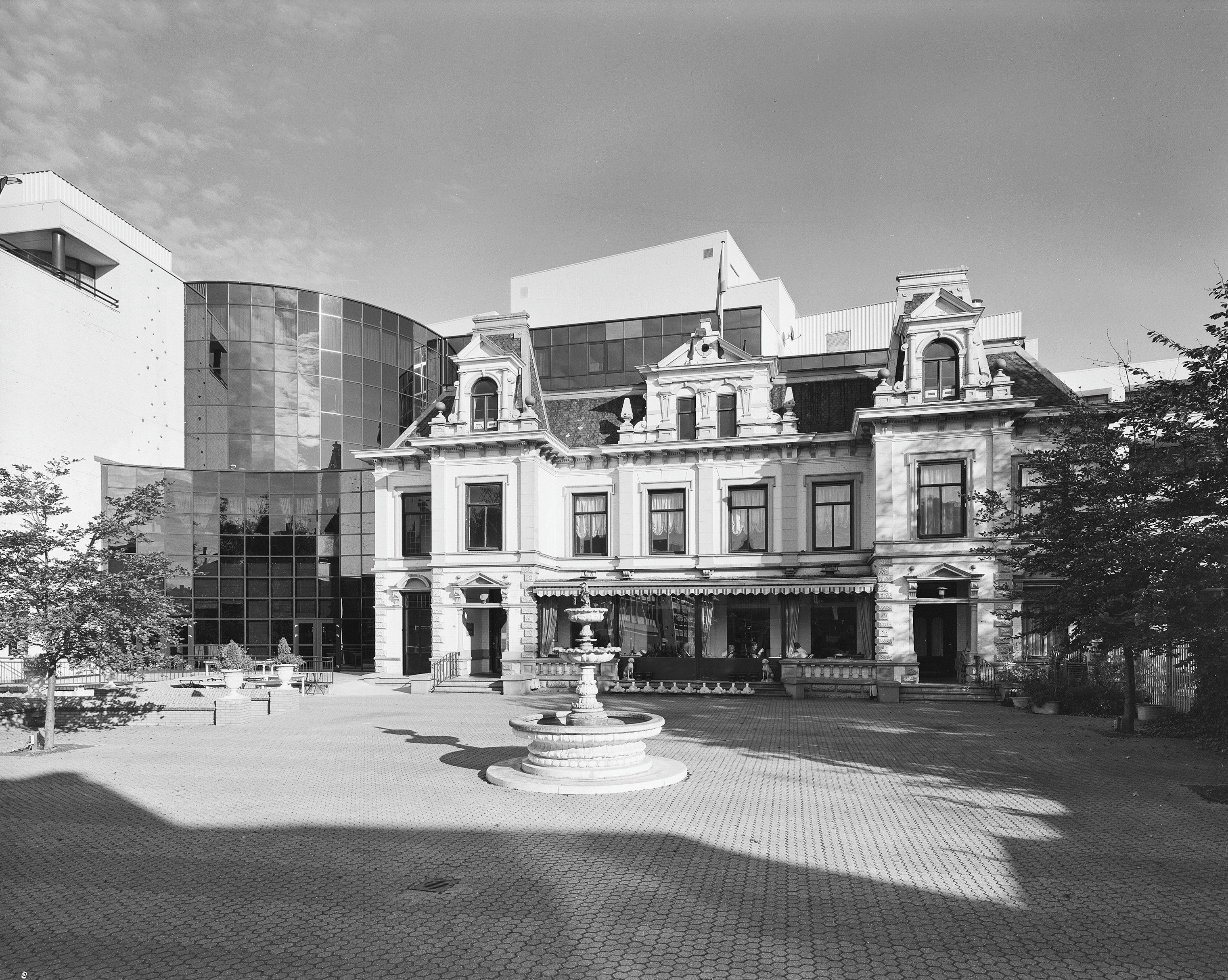
Sociëteit (behoort nu bij Theaterhotel), Grotestraat 100a